# Leszek Ratajski
Leszek Medard Ignacy Ratajski vel Leszek Partyka vel Lech Michalik vel Lech Leszczyński, po wojnie: Leszek Leszczyński pseud.: Żal, Wróg (ur. 26 maja?/8 czerwca 1907 w Grodnie, zm. 17 maja 1975 w Gliwicach) – żołnierz Wojska Polskiego, Polskich Sił Zbrojnych, oficer Armii Krajowej, podporucznik piechoty, cichociemny.

## Życiorys
Po ukończeniu szkoły powszechnej w Grodnie i gimnazjum we Lwowie zdał maturę w 1934 roku. Ukończył studia na Wydziale Prawa Uniwersytetu Lwowskiego w 1939 roku. W latach 1937–1938 uczył się w Szkole Podchorążych Rezerwy Kawalerii w Grudziądzu. Należał do klubu sportowego Czarni Lwów.
We wrześniu 1939 roku nie został zmobilizowany. Ochotniczo uczestniczył w obronie Lwowa. 21 września przekroczył granicę polsko-rumuńską. W styczniu 1940 roku dotarł do Francji, gdzie został przydzielony do 3 pułku piechoty na stanowisko zastępcy dowódcy plutonu, a następnie na kurs aspirantów w Camp de Coëtquidan. Służył w III batalionie 7 pułku piechoty 3 Dywizji Piechoty.
W czerwcu 1940 roku został ewakuowany do Wielkiej Brytanii, gdzie przydzielono go na stanowisko dowódcy drużyny w Oddziale Rozpoznawczym 1 Brygady Strzelców. W listopadzie 1941 roku został przeniesiony do batalionu cekaemów I Korpusu Polskiego.
Zgłosił się do służby w kraju. Po przeszkoleniu w dywersji i łączności został zaprzysiężony 24 sierpnia 1942 roku w Oddziale VI Sztabu Naczelnego Wodza. Zrzutu dokonano w nocy z 16 na 17 lutego 1943 roku w ramach operacji „Rasp” (zrzut na placówkę „Sum” położoną 26 km na zachód od stacji kolejowej Włoszczowa, w rejonie wsi Machory). Po aklimatyzacji w Warszawie dostał w marcu 1943 roku przydział do Kedywu Okręgu Wołyń AK, jednak ten przydział nie został zrealizowany ze względu na przypadkowe aresztowanie. We wrześniu 1943 roku dostał przydział do Obwodu Szczuczyn Okręgu Nowogródek AK na stanowisko szefa Kedywu Obwodu. Był wtedy m.in. również komendantem szkoły młodszych dowódców, trzykrotnie brał udział w wysadzaniu niemieckich pociągów na linii Różanka–Żołudek–Mosty.
W styczniu 1944 roku został przeniesiony do komendy Okręgu Nowogródek na stanowisko oficera Oddziału VII sztabu Okręgu. W lipcu i sierpniu 1944 roku był kolejno zastępcą dowódcy i dowódcą 1 albo 2 kompanii saperów Zgrupowania Nadniemeńskiego przydzielonej do VIII batalionu „Bohdanka” 77 pułku piechoty AK. Miał za zadanie budowę i utrzymanie w gotowości przeprawy przez Niemen w Dokudowie, wraz z umocnieniami.
Miał wziąć udział w operacji „Ostra Brama”, jednak nie zdążył dotrzeć do Wilna na czas. Po lipcu 1944 roku wrócił do działalności konspiracyjnej w Obwodu Szczuczyn, gdzie przebywał do listopada 1944 roku.
Wrócił do Polski (w jej nowe granice) jako repatriant i od 1946 roku prowadził gospodarstwo rolne w Ostrówkach. Nie ujawnił się, zmieniwszy nazwisko na Leszek Leszczyński. Był członkiem PSL. Pracował w starostwie w Chodzieży i w Zielonej Górze jako radca prawny do 1957 roku. W następnym roku przeniósł się do Gliwic. Na Górnym Śląsku pracował jako radca prawny kolejno: w DOKP Katowice i Wojewódzkim Przedsiębiorstwie Budownictwa Mieszkaniowego w Gliwicach. W 1968 roku przeszedł na emeryturę.

## Awanse
- kapral podchorąży – 15 lipca 1938 roku
- podporucznik – ze starszeństwem od 16 lutego 1943 roku
- porucznik –[potrzebny przypis]

## Odznaczenia
- Krzyż Walecznych – czterokrotnie
- Medal Wojska – trzykrotnie.

## Życie rodzinne
Leszek Ratajski był synem Ignacego, urzędnika skarbowego, i Franciszki z domu Partyka. W 1943 roku ożenił się z Wandą Leszkiewicz (1920–1987). Mieli troje dzieci: Iwonę (ur. w 1944 roku), Andrzeja (ur. w 1947 roku) i Krzysztofa (ur. w 1956 roku).